# 1988年中国大陆

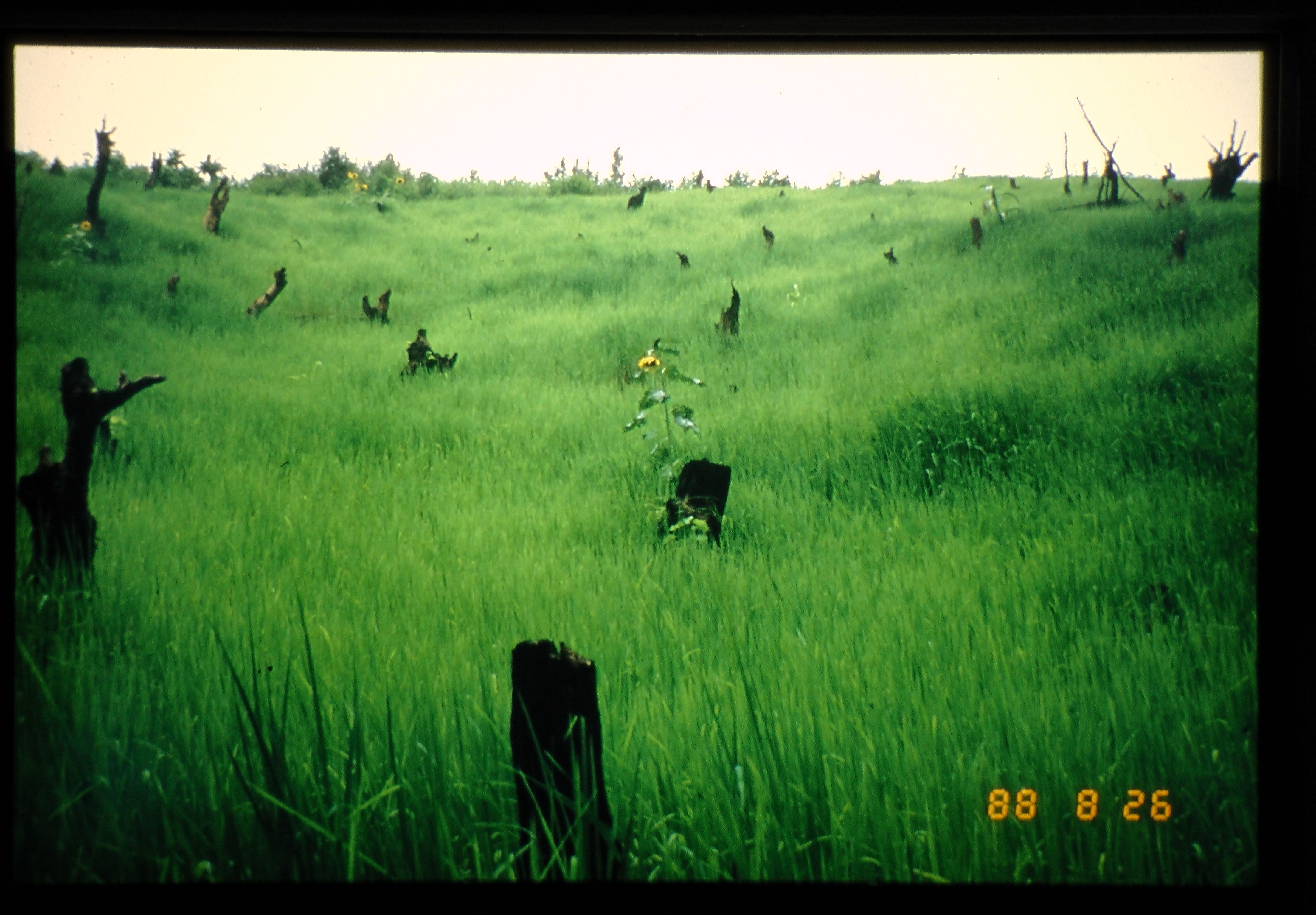
1988年的云南省

| 中国历史 / 中国历史年表 |
| 世紀： 19世纪中国 / 20世纪中国 / 21世纪中国 |
| 年代： 1950年代中国大陆 / 1960年代中国大陆 / 1970年代中国大陆 / 1980年代中国大陆 / 1990年代中国大陆 / 2000年代中国大陆 / 2010年代中国大陆                     |
| 年份： 1984年中国大陆 / 1985年中国大陆 / 1986年中国大陆 / 1987年中国大陆 / 1988年中国大陆 / 1989年中国大陆 / 1990年中国大陆 / 1991年中国大陆 / 1992年中国大陆 |
| 纪年： 戊辰年（龙年）、中华人民共和国成立39周年 |

## 党和国家主要领导人
| 机构 | · 中国共产党 · 中央委员会 · 总书记 | · 中国共产党 · 中央军事委员会 · 主席 | 中华人民共和国主席   | 中华人民共和国国务院 总理 | 全国人民代表大会 常务委员会 委员长 | · 中国人民政治协商会议 · 全国委员会 · 主席 |
| ---- | ---------------------------------- | ------------------------------------ | -------------------- | ------------------------- | ---------------------------------- | ------------------------------------------ |
| 姓名 | 赵紫阳                             | 邓小平                               | 杨尚昆               | 李鹏                      | 万里                               | 李先念                                     |
| 民族 | 汉族                               | 汉族                                 | 汉族                 | 汉族                      | 汉族                               | 汉族                                       |
| 籍贯 | 河南滑县                           | 四川广安                             | 四川遂宁县           | 四川庆符县                | 山东东平                           | 湖北黄安                                   |
| 逝世 | 2005年（85—86歲）                  | 1997年（92—93歲）                    | 1998年（90—91歲）    | 2019年（90—91歲）         | 2015年（98—99歲）                  | 1992年（82—83歲）                          |
| 任期 | 1987年1月－1989年6月               | 1981年6月－1989年11月                | 1988年4月－1993年3月 | 1987年11月－1998年3月     | 1988年4月－1993年3月               | 1988年4月－1992年6月                       |

## 大事記
- 中华人民共和国物价闯关
- 1月1日——北京天安門城樓正式向中外遊客開放。
- 1月13日——深圳“蛇口风波”引发全国大讨论。
- 1月13日——中华人民共和国国务院公布第三批全国重点文物保护单位，共258处[1]。
- 3月10日——中國第一名試管嬰兒在北京醫科大學第三醫院出生，是一名女嬰，重3.9公斤。
- 3月14日——中华人民共和国与越南社会主义共和国在南中国海赤瓜礁发生海战。
- 3月24日——上海市匡巷站发生旅客列车相撞重大事故，导致29人死亡，其中28人为日本游客。
- 3月24日-4月10日——七屆全國政协一次会议举行，选举产生：政協第七屆全國委員會主席：李先念；秘书长周绍铮。
- 3月25日-4月13日——七屆全國人大一次会议举行，会议通过赵紫阳关于请辞国务院总理一职的决定，4月8日选举产生：
國家主席：楊尚昆；國家副主席：王震；第七屆全國人大常委會委員長：萬里；中央軍事委員會主席：鄧小平；國務院總理：李鵬。
- 4月13日——七屆全國人大一次會議通過關於設立海南省的決定及建立海南經濟特區的決議。
- 5月30日——中共中央决定创办《求是》杂志。
- 6月16日——《河殤》在中央電視台首播。
- 8月24日至8月30日——日本首相竹下登来华访问，先后到访北京、敦煌、西安、上海。
- 8月31日——一架從廣州飛抵香港啟德機場的中國民航301號班機在降落時墮海，釀成7死14傷。
- 9月──取消23年的中國人民解放軍軍銜制度恢復。
- 9月29日——中國进行了首枚中子弹实弹爆炸试验，中国成为继美国、法国、苏联后第四个拥有中子弹技术的国家。
- 12月1日——中華人民共和國外交部長錢其琛訪問蘇聯，中蘇關係解凍。